# Élections municipales islandaises de 2014

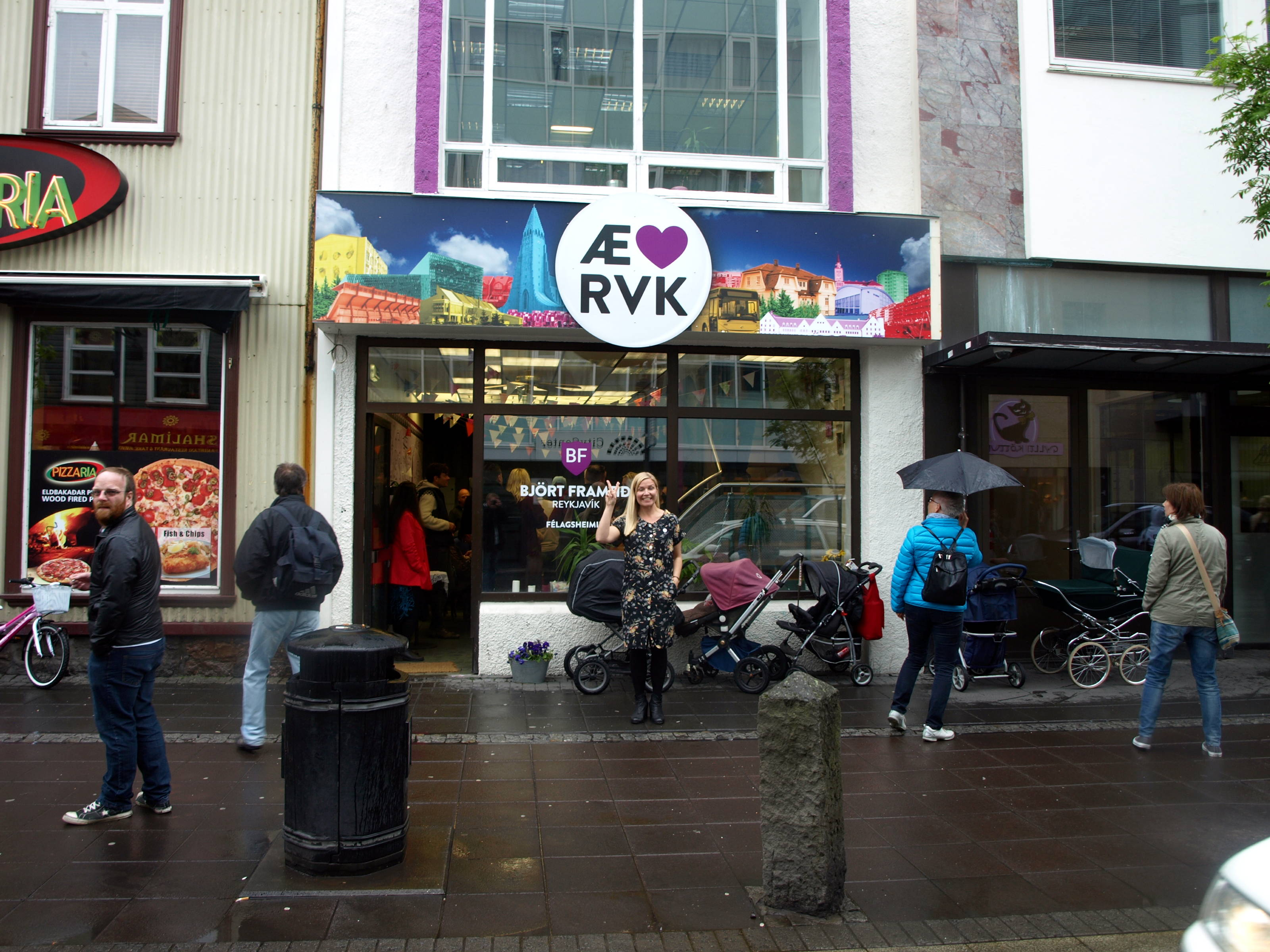
Quartier général d'une candidate à l'élection municipale islandaise du 31 mai 2014

Les élections municipales islandaises de 2014 ont eu lieu le 31 mai 2014. 66 % des électeurs inscrits sont allés voter, ce qui corresponde à la plus basse participation depuis l'indépendance de l'Islande.

## Résultats dans les grandes villes

### Résultats àReykjavik
Source : Vísir
| Partis                            | Partis                               | Voix   | %     | +/−   | Sièges | +/−           |
| --------------------------------- | ------------------------------------ | ------ | ----- | ----- | ------ | ------------- |
|                                   | L'Alliance (S)                       | 17 426 | 31,89 | 12,83 | 5      | 2             |
|                                   | Parti de l'indépendance (D)          | 14 031 | 25,68 | 7,93  | 4      | 1             |
|                                   | Avenir radieux (Æ)                   | 8 539  | 15,63 | Nv.   | 2      | Nv.           |
|                                   | Parti du progrès (B)                 | 5 865  | 10,73 | 7,99  | 2      | 2             |
|                                   | Mouvement des verts et de gauche (V) | 4 553  | 8,33  | 1,18  | 1      | en stagnation |
|                                   | Parti pirate (P)                     | 3 238  | 5,93  | Nv.   | 1      | Nv.           |
|                                   | Aube (T)                             | 774    | 1,42  | Nv.   | 0      | Nv.           |
|                                   | Front populaire islandais (R)        | 219    | 0,40  | Nv.   | 0      | Nv.           |
|                                   |                                      |        |       |       |        |               |
| Votes valides                     | Votes valides                        | 54 645 | 96,04 |       |        |               |
| Votes blancs et nuls              | Votes blancs et nuls                 | 2 251  | 3,96  |       |        |               |
| Total                             | Total                                | 56 896 | 100   | -     | 15     | en stagnation |
| Abstentions                       | Abstentions                          | 33 591 | 37,12 |       |        |               |
| Nombre d'inscrits / participation | Nombre d'inscrits / participation    | 90 487 | 62,88 |       |        |               |

### Résultats àKópavogur
| Partis                            | Partis                               | Voix   | %     | +/−   | Sièges | +/−           |
| --------------------------------- | ------------------------------------ | ------ | ----- | ----- | ------ | ------------- |
|                                   | Parti de l'indépendance (D)          | 5 388  | 39,34 | 9,18  | 5      | 1             |
|                                   | L'Alliance (S)                       | 2 203  | 16,08 | 11,97 | 2      | 1             |
|                                   | Avenir radieux (Æ)                   | 2 083  | 15,21 | Nv.   | 2      | Nv.           |
|                                   | Parti du progrès (B)                 | 1 610  | 11,76 | 4,54  | 1      | en stagnation |
|                                   | Mouvement des verts et de gauche (V) | 1 310  | 9,56  | 0,20  | 1      | en stagnation |
|                                   | Parti pirate (P)                     | 554    | 4,04  | Nv.   | 0      | Nv.           |
|                                   | Ensuite, le meilleur parti (X)       | 435    | 3,18  | 10,66 | 0      | 1             |
|                                   | Aube et réforme (T)                  | 113    | 0,83  | Nv.   | 0      | Nv.           |
|                                   |                                      |        |       |       |        |               |
| Votes valides                     | Votes valides                        | 13 696 | 95,38 |       |        |               |
| Votes blancs et nuls              | Votes blancs et nuls                 | 663    | 4,62  |       |        |               |
| Total                             | Total                                | 14 359 | 100   | -     | 11     | en stagnation |
| Abstentions                       | Abstentions                          | 9 247  | 39,17 |       |        |               |
| Nombre d'inscrits / participation | Nombre d'inscrits / participation    | 23 606 | 60,83 |       |        |               |

### Résultats àHafnarfjörður
| Partis                            | Partis                               | Voix   | %     | +/−   | Sièges | +/−           |
| --------------------------------- | ------------------------------------ | ------ | ----- | ----- | ------ | ------------- |
|                                   | Parti de l'indépendance (D)          | 4 014  | 35,66 | 1,51  | 5      | en stagnation |
|                                   | L'Alliance (S)                       | 2 278  | 20,24 | 20,68 | 3      | 2             |
|                                   | Avenir radieux (Æ)                   | 2 143  | 19,04 | Nv.   | 2      | Nv.           |
|                                   | Mouvement des verts et de gauche (V) | 1 316  | 11,69 | 2,93  | 1      | en stagnation |
|                                   | Parti pirate (P)                     | 754    | 6,70  | Nv.   | 0      | Nv.           |
|                                   | Parti du progrès (B)                 | 751    | 6,67  | 0,62  | 0      | en stagnation |
|                                   |                                      |        |       |       |        |               |
| Votes valides                     | Votes valides                        | 11 256 | 94,38 |       |        |               |
| Votes blancs et nuls              | Votes blancs et nuls                 | 670    | 5,62  |       |        |               |
| Total                             | Total                                | 11 926 | 100   | -     | 11     | en stagnation |
| Abstentions                       | Abstentions                          | 7 768  | 39,44 |       |        |               |
| Nombre d'inscrits / participation | Nombre d'inscrits / participation    | 19 694 | 60,56 |       |        |               |

### Résultats àAkureyri
| Partis                            | Partis                               | Voix   | %     | +/−   | Sièges | +/−           |
| --------------------------------- | ------------------------------------ | ------ | ----- | ----- | ------ | ------------- |
|                                   | Parti de l'indépendance (D)          | 2 222  | 25,77 | 12,51 | 3      | 2             |
|                                   | Liste des villes : Akureyri (L)      | 1 818  | 21,09 | 32,63 | 2      | 5             |
|                                   | L'Alliance (S)                       | 1 515  | 17,57 | 7,78  | 2      | 1             |
|                                   | Parti du progrès (B)                 | 1 225  | 14,21 | 1,42  | 2      | 1             |
|                                   | Mouvement des verts et de gauche (V) | 906    | 10,51 | 0,07  | 1      | en stagnation |
|                                   | Avenir radieux (Æ)                   | 814    | 9,44  | Nv.   | 1      | Nv.           |
|                                   | Aube (T)                             | 121    | 1,40  | Nv.   | 0      | Nv.           |
|                                   |                                      |        |       |       |        |               |
| Votes valides                     | Votes valides                        | 8 621  | 96,23 |       |        |               |
| Votes blancs et nuls              | Votes blancs et nuls                 | 338    | 3,77  |       |        |               |
| Total                             | Total                                | 8 959  | 100   | -     | 11     | en stagnation |
| Abstentions                       | Abstentions                          | 4 380  | 32,84 |       |        |               |
| Nombre d'inscrits / participation | Nombre d'inscrits / participation    | 13 339 | 67,16 |       |        |               |

### Résultats àReykjanesbær
| Partis                            | Partis                            | Voix   | %     | +/−   | Sièges | +/−           |
| --------------------------------- | --------------------------------- | ------ | ----- | ----- | ------ | ------------- |
|                                   | Parti de l'indépendance (D)       | 2 550  | 36,52 | 16,23 | 4      | 3             |
|                                   | L'Alliance (S)                    | 1 453  | 20,81 | 7,55  | 2      | 1             |
|                                   | Route directe (Y)                 | 1 178  | 16,87 | Nv.   | 2      | Nv.           |
|                                   | Puissance libre (Á)               | 1 067  | 15,28 | Nv.   | 2      | Nv.           |
|                                   | Parti du progrès (B)              | 562    | 8,05  | 5,92  | 1      | en stagnation |
|                                   | Parti pirate (P)                  | 173    | 2,48  | Nv.   | 0      | Nv.           |
|                                   |                                   |        |       |       |        |               |
| Votes valides                     | Votes valides                     | 6 983  | 97,24 |       |        |               |
| Votes blancs et nuls              | Votes blancs et nuls              | 198    | 2,76  |       |        |               |
| Total                             | Total                             | 7 181  | 100   | -     | 11     | en stagnation |
| Abstentions                       | Abstentions                       | 3 217  | 30,94 |       |        |               |
| Nombre d'inscrits / participation | Nombre d'inscrits / participation | 10 398 | 69,06 |       |        |               |

### Résultats àGarðabær
| Partis                            | Partis                            | Voix   | %     | +/−  | Sièges | +/−           |
| --------------------------------- | --------------------------------- | ------ | ----- | ---- | ------ | ------------- |
|                                   | Parti de l'indépendance (D)       | 3 916  | 58,82 | 4,65 | 7      | 2             |
|                                   | Avenir radieux (Æ)                | 985    | 14,79 | Nv.  | 2      | Nv.           |
|                                   | L'Alliance (S)                    | 660    | 9,91  | 5,34 | 1      | en stagnation |
|                                   | Liste des personnes en ville (M)  | 657    | 9,87  | 6,03 | 1      | en stagnation |
|                                   | Parti du progrès (B)              | 440    | 6,61  | 1,22 | 0      | en stagnation |
|                                   |                                   |        |       |      |        |               |
| Votes valides                     | Votes valides                     | 6 658  | 96,62 |      |        |               |
| Votes blancs et nuls              | Votes blancs et nuls              | 233    | 3,38  |      |        |               |
| Total                             | Total                             | 6 891  | 100   | -    | 11     | 4             |
| Abstentions                       | Abstentions                       | 3 557  | 34,04 |      |        |               |
| Nombre d'inscrits / participation | Nombre d'inscrits / participation | 10 448 | 65,96 |      |        |               |

### Résultats àMosfellsbær
| Partis                            | Partis                                       | Voix  | %     | +/−  | Sièges | +/−           |
| --------------------------------- | -------------------------------------------- | ----- | ----- | ---- | ------ | ------------- |
|                                   | Parti de l'indépendance (D)                  | 1 905 | 48,75 | 1,07 | 5      | 1             |
|                                   | L'Alliance (S)                               | 672   | 17,20 | 5,14 | 2      | 1             |
|                                   | Mouvement des verts et de gauche (V)         | 464   | 11,87 | 0,17 | 1      | en stagnation |
|                                   | Le mouvement de population à Mosfellsbær (M) | 354   | 9,06  | 6,14 | 1      | en stagnation |
|                                   | Parti du progrès (B)                         | 282   | 7,22  | 3,99 | 0      | en stagnation |
|                                   | Liste des habitants de Mosfellsbær (X)       | 231   | 5,91  | Nv.  | 0      | Nv.           |
|                                   |                                              |       |       |      |        |               |
| Votes valides                     | Votes valides                                | 3 908 | 96,23 |      |        |               |
| Votes blancs et nuls              | Votes blancs et nuls                         | 153   | 3,77  |      |        |               |
| Total                             | Total                                        | 4 061 | 100   | -    | 9      | 2             |
| Abstentions                       | Abstentions                                  | 2 380 | 36,95 |      |        |               |
| Nombre d'inscrits / participation | Nombre d'inscrits / participation            | 6 441 | 63,05 |      |        |               |